# Goéland à iris blanc
Ichthyaetus leucophthalmus
Espèce
Statut de conservation UICN

 LC  : Préoccupation mineure
Synonymes
- Larus leucophthalmus

Répartition géographique
Le Goéland à iris blanc (Ichthyaetus leucophthalmus) est une espèce d'oiseaux de la famille des Laridae de la péninsule Arabique.

## Description
Cet oiseau mesure entre 39 et 43 cm.

## Répartition
Cet oiseau se rencontre en mer Rouge, dans les golfe de Suez, golfe d'Aqaba et golfe d'Aden.

## Biologie
Sa période de reproduction s'étend jusque fin juillet.